# Salamun Mali
Salamun Mali je nenaseljen otoček v Jadranskem morju, ki je del arhipelaga Vrsar. Pripada Hrvaški in spada v občino Vrsar.
Otok ima površino 24.587 m2 in 590 m obale. Od Valkanele je oddaljen sto metrov. Približno petdeset metrov južno je istoimenski otok Salamun 2.
V skladu z zakonom o otokih in glede na demografske razmere in gospodarski razvoj je Salomon uvrščen v kategorijo majhnih, občasno naseljnih in nenaseljenih otokov in otočkov", za katere se sprejemajo programi trajnostnega razvoja otokov.
V državnem programu za zaščito in uporabo majhnih, občasno naseljenih in nenaseljenih otokov ter okoliškega morja Ministrstva za regionalni razvoj in sklade Evropske unije je Salamun Mali uvrščen kot majhen otok.